# Liste des gouverneurs actuels des États du Soudan du Sud
 (août 2023).
Cette page dresse la liste des gouverneurs actuels des 28 États du Soudan du Sud.

## Gouverneurs
| État                | Nom                     | Depuis (le)      |
| ------------------- | ----------------------- | ---------------- |
| Amadi (en)          | Joseph Pachiko          | 24 décembre 2015 |
| Aweil               | Ronald Ruai Deng (en)   | 24 décembre 2015 |
| Aweil Est (en)      | Deng Deng Akuei         | 24 décembre 2015 |
| Bieh (en)           | Peter Bol Kong Nguoth   | 24 décembre 2015 |
| Boma (en)           | Baba Medan Konyi        | 24 décembre 2015 |
| Fachoda (en)        | William Othon Awer      | 24 décembre 2015 |
| Fangak (en)         | James Kok Ruai          | 24 décembre 2015 |
| Gbudwe (en)         | Patrick Raphael Zamoi   | 24 décembre 2015 |
| Gogrial (en)        | Gregory Deng Kuac       | 6 janvier 2017   |
| Gok (en)            | Madang Majok Meen       | 24 décembre 2015 |
| Imatong (en)        | Natisio Loluke Manir    | 24 décembre 2015 |
| Jonglei             | Philip Aguer Panyang    | 24 décembre 2015 |
| Jubek (en)          | Augustino Jadalla Wani  | 24 décembre 2015 |
| Kapoeta (en)        | Louise Lobong Lojore    | 24 décembre 2015 |
| Lac Occidental (en) | Abraham Makoi Bol       | 24 décembre 2015 |
| Lac Oriental (en)   | Ring Tueny Mabol        | 24 décembre 2015 |
| Latjoor (en)        | Peter Lam Buoth         | 24 décembre 2015 |
| Liech du Nord (en)  | Joseph Monytuil         | 24 décembre 2015 |
| Liech du Sud (en)   | Teker Riek Dong         | 24 décembre 2015 |
| Lol (en)            | Rizik Zachariah Hassan  | 24 décembre 2015 |
| Maridi (en)         | Africano Monday         | 24 décembre 2015 |
| Nil Oriental (en)   | Chol Thon Balok         | 24 décembre 2015 |
| Rivière Yei (en)    | David Lokonga Moses     | 24 décembre 2015 |
| Ruweng (en)         | Mayol Kur               | 24 décembre 2015 |
| Terekeka (en)       | Juma Ali Malou          | 24 décembre 2015 |
| Tonj (en)           | Akech Tong Aleu         | 24 décembre 2015 |
| Twic (en)           | Kon Manyiel Kuol        | 6 janvier 2017   |
| Wau (en)            | Elias Waya Nyipuoc (en) | 24 décembre 2015 |